# 特別売却
特別売却（とくべつばいきゃく）とは、競売の一種。

## 概要
- 裁判所書記官の売却実施処分に基づいて執行官が行う。期間入札により競売を実施しても、買受けの申出がなかった場合に行う売却方法。[1]